# Bank Street (estadio de fútbol)
El Bank Street, también conocido como Bank Lane, fue un estadio multiusos ubicado en Clayton, un suburbio de Mánchester, Inglaterra. Utilizado principalmente para albergar partidos de fútbol, fue el segundo estadio donde ejerció de local el Manchester United (conocido como Newton Heath Football Club en ese tiempo) tras la demolición del North Road en 1893. El recinto tenía una capacidad aproximada de 50 000 espectadores, pero el club se trasladó a Old Trafford en 1910 porque John Henry Davies, propietario del equipo, pensaba que no podría expandir lo suficiente el terreno. 
El estadio estaba en malas condiciones hacia el final de su vida útil y, poco después del traslado del equipo a Old Trafford, la gradería principal del Bank Street salió volando tras una tormenta. El sitio ahora es usado como estacionamiento para el Velódromo de Mánchester, con una placa conmemorativa en la pared de una casa que señala la presencia del antiguo recinto. El lugar está cerca del Estadio Ciudad de Mánchester, donde ejerce su localía el Manchester City.

## Historia

### Primeros años
Newton Heath surgió en 1878 como el equipo de fútbol de la compañía ferroviaria Lancashire and Yorkshire Railway Company. Disputó sus encuentros en North Road, recinto elegido principalmente por su cercanía más que por la calidad del terreno, que solía encontrarse embarrado y lleno de grava. Además, los jugadores debían utilizar como camarín el pub Three Crowns, ubicado a media milla del estadio. Jugaron aquí hasta 1893, momento en que los deanes y canónigos de Manchester encontraron inapropiado que el club cobrara por la entrada al estadio, por lo que decidieron desalojarlos de North Road. Alfred Hubert Albut, secretario del club, consiguió que pudieran utilizar Bank Street en junio de 1893. Esto se consideró una mejora a pesar de que el nuevo estadio se encontraba a tres millas, ya que el terreno era más grande y podía permitir atraer a más espectadores.
También conocido como Bank Lane, el recinto estuvo ubicado en la calle Bank, en el suburbio de Clayton en Mánchester, frente al cruce con la calle Ravensbury y entre la línea del tren y la Albion Chemical works. Era conocido localmente como pista atlética de Bradford y Clayton y perteneció a la Bradford and Clayton Athletic Company. El equipo pudo utilizar el estadio ocho meses al año, con el entrenamiento de pretemporada permitido solo durante algunas noches en el verano. El terreno no contó con graderías hasta que a principios de la temporada 1893-94 se construyeron dos: una abarcando toda la longitud de un lado del campo y la otra detrás de la portería en la «salida Bradford». Por la «salida Clayton» el terreno fue «urbanizado, con miles invertidos para ello». Newton Heath disputó su primer partido en su nuevo estadio el 1 de septiembre de 1893, cuando 10 000 espectadores presenciaron la tripleta de Alf Farman contra el Burnley en el triunfo por 3-2. Se terminaron de construir las otras gradas para el siguiente partido contra el Nottingham Forest, tres semanas después. Sin embargo, el club no tuvo un buen desempeño durante su primera temporada en su nuevo recinto y fue incapaz de mantenerse en Primera División tras finalizar último entre 16 equipos.
El estado del terreno de juego fue bien documentado durante la época. Una vez, durante la temporada 1894-95, el Walsall F. C. se presentó a jugar y fue recibido por lo que consideraron un «vertedero de residuos tóxicos». Tras dejar un reclamo oficial sobre el estado del campo con el árbitro, finalmente los convencieron para presentarse a jugar, solo para ser derrotados por 14-0 (extraoficialmente, la mayor victoria en la historia del Manchester United). El encuentro contó con 4000 personas en las gradas y tuvo seis goles de Dick Smith y otros cuatro de Joe Cassidy. Sin embargo, la Football League falló a favor del Walsall y ordenó que se repitiera el encuentro, aunque el resultado no fue mucho mejor para la visita en esta segunda ocasión, con una derrota de 9-0.

### Expansión

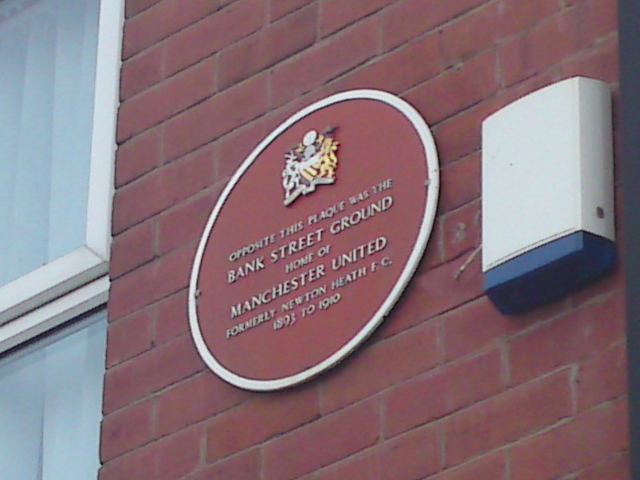
Una placa que señala la antigua ubicación del estadio.

En octubre de 1895, antes de la visita del Manchester City al Bank Street, Newton Heath compró al club de rugby league Broughton Rangers una gradería con capacidad para 2000 espectadores, que ubicó en el «área reservada» (para diferenciarla del «área popular»). Sin embargo, el mal clima redujo el aforo permitido para el encuentro a solo 12 000 personas.
Debido a la petición de la Bradford and Clayton Athletic Company de no retirar la pista de atletismo, las mejoras al terreno estuvieron restringidas. Sin embargo, el estadio pasó a ser propiedad del antiguo presidente del club, W. Crompton, en 1898, lo que permitió realizar los cambios que desearan. Una nota del Manchester Courier predijo la inclusión de una gradería de 7,6 metros (25 pies) de alto por el lado adyacente a la calle Bank, con un puesto de refrescos debajo. Mientras, la gradería opuesta retrocedió 5,5 metros (6 yardas) y fue elevada con ladrillos a una altura de 4,9 metros. El espacio de abajo se utilizó para el vestuario de los jugadores y el árbitro, además de salas para la comitiva del club.
Estas mejoras costaron mucho dinero, lo que sumado al aumento en el salario de los jugadores llevó al Newton Heath a una crisis financiera. En enero de 1902 el equipo recibió una orden de liquidación y el estadio estuvo a punto de ser embargado, pero un rico cervecero local, John Henry Davies, evitó esta situación. Pagó 500 libras para agregar otra gradería con capacidad de 1000 asientos para el Bank Street y, junto a otros cuatro hombres, entre ellos el capitán del equipo, Harry Stafford, invirtieron un total de 2000 libras en el club, que fue rebautizado como Manchester United Football Club.
En un período de cuatro años el estadio fue cubierto en sus cuatro lados, lo que le permitió la capacidad de albergar hasta 50 000 espectadores, con algunos de ellos pudiendo observar los partidos desde una tribuna sobre la gradería principal. Esto también se vio justificado con el paulatino aumento en la cantidad de espectadores promedio que recibía, que pasó de no superar los 10 000 a comienzos de 1890 a llegar a los 40 000 en ocasiones. El recinto incluso fue considerado para albergar un encuentro entre selecciones de la Football League y la Scottish Football League en abril de 1904, que contó con 25 000 personas para la victoria de la Football League por 2-1 con tantos de Sam Raybould y Steve Bloomer. Hacia 1906, Bank Street era el único recinto en el país que tenía graderías techadas.
A principios del siglo XX, Newton Heath consiguió una importante asociación con el Manchester Evening News para instalar una oficina en Bank Street. Con esto buscaron responder a la asociación del Manchester City con el Manchester Evening Chronicle, además que desde el club pensaron que la sociedad con el Evening News llevaría a un mayor interés en el equipo, mientras el diario se beneficiaba con la posibilidad de aumentar su cobertura de fútbol.

### Abandono y demolición

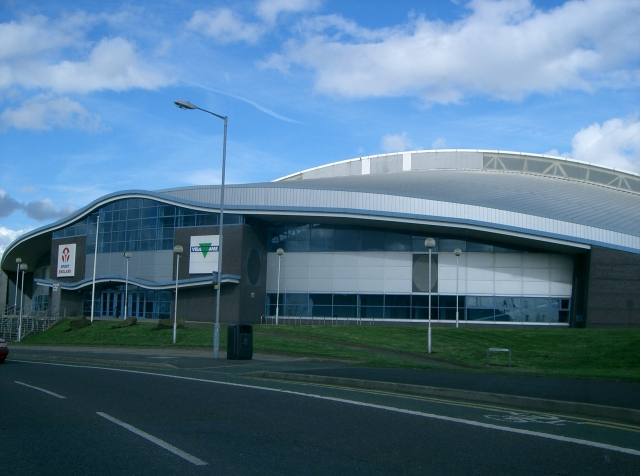
El estacionamiento del Velódromo de Mánchester se encuentra en el sitio en que estaba el estadio.

Seguido con el primer título de liga del Manchester United en 1908 y la obtención de la FA Cup el año siguiente, se decidió que el Bank Street estaba demasiado restringido para las ambiciones de Davies con el club, por lo que se trasladaron a un nuevo estadio a cinco millas de distancia en Old Trafford. El recinto fue vendido al ayuntamiento de Mánchester por 5500 libras y alquilado al club mensualmente hasta la construcción del nuevo estadio.
Bank Street tuvo a 5000 espectadores para el último partido que albergó el 22 de enero de 1910: una victoria del United por 5-0 sobre el Tottenham Hotspur. El traslado a Old Trafford llegó en el momento justo, ya que pocos días después una gradería fue destruida debido a una tormenta. El techo voló por la carretera y cayó en las casas del frente, mientras que los asientos quedaron hechos trizas. El encuentro iba a jugarse en Old Trafford, pero problemas en la construcción llevaron a que se programara en Bank Street.
A pesar de la destrucción de la gradería, las reservas del club disputaron encuentros en el estadio hasta que expiró la fecha del alquiler el 1 de enero de 1912. La madera restante fue vendida a Keyley Bros. por 275 libras. El lugar tuvo varios usos industriales por los siguientes ochenta años, hasta que a principios de la década de 1990 se autorizó incluirlo como parte del nuevo Velódromo de Mánchester. El terreno actual es usado como estacionamiento del velódromo, mientras una placa roja en una casa del frente señala que el lugar fue parte de la historia del United.